# 두모항 (제주시)
두모항은 제주특별자치도 제주시 한경면 두모리에 위치한 어항이다. 2004년 9월 23일 어촌정주어항으로 지정되었다. 관리청은 제주시, 시설관리자는 제주시장이다.

## 어항 연혁
지형적으로 함진 곳이 많고 오목한 곳이 많아 사람이 힘으로 땅을 파지 않아도 물이 풍부한 지역으로 일찍이 취락이 형성된 마을로 지금부터 420년 전 16세기 말 제주고씨(영곡공파) 70세 후손인 고례씨가 서귀포에서 본리에 정착하면서 두모리 설촌의 시초가 되어 그 후손들이 번창하여 씨족사회를 형성하고 있다.

## 어항 구역
- 수역: 58,799m2[1]

## 어항 시설
1991년 방파제 91m축조를 시작으로 현재까지 방파제 112m, 선착장 63m, 물양장 63m가 축조되어 있다.